# Ammophila braunsi
Ammophila braunsi là một loài côn trùng cánh màng trong họ Sphecidae, thuộc chi Ammophila. Loài này được R. Turner miêu tả khoa học đầu tiên năm 1919.